# Pen yr Ole Wen
Pen yr Ole Wen (walisisch für „Gipfel des weißen Lichtes“) ist ein pyramidenförmiger Berggipfel im Norden von Wales und liegt im Eryri-Nationalpark. Er hat als siebthöchster Hewitt von Wales eine Höhe von 978 m (3212 ft) und ist damit exakt so hoch wie der höchste Berg Englands, der Scafell Pike. Man rechnet den Pen yr Ole Wen zur Gruppe der Carneddau, einer Bergkette mit alleine sieben Hewitts mit einer Höhe über 3000 Fuß. Zu den Carneddau gehören unter anderem auch der Carnedd Llewelyn, der Carnedd Dafydd, Foel Grach, Yr Elen und Foel Fras. Auf dem Gipfel des Pen yr Ole Wen beträgt die mittlere Jahreslufttemperatur 5 °C.
Der Pen yr Ole Wen ist ein beliebtes und ambitioniertes Ausflugsziel. Die kürzeste Strecke zum Gipfel beginnt im Süden des Berges an der Pont Pen-y-benglog, über die auf ca. 300 m Höhe die A 5 führt. Auf diesem Weg ist eine Steigung von ungefähr 50 Prozent zu bewältigen. Wesentlich länger und landschaftlich reizvoller ist die von Norden kommende Gipfelroute, die an einem Parkplatz nahe des Passes Bwlch y Ddeufaen auf ca. 420 m Höhe beginnt und die gesamte Hauptkette der Carneddau überschreitet. Diese Route führt über die Gipfel Drum, Foel Fras, Carnedd Gwenllian (alternativer Name: Carnedd Uchaf), Foel Grach, Carnedd Llewelyn und Carnedd Dafydd. Eine südöstlich des Pen yr Ole Wen an der A 5 beginnende Route führt vorbei am See Ffynnon Llugwy (alternativ kann man auch östlich des Sees über den Bergrücken Y Braich aufsteigen) und dann über den Carnedd Llewelyn und den Carnedd Dafydd zum Gipfel des Pen yr Ole Wen.